# Livsformer (botanik)

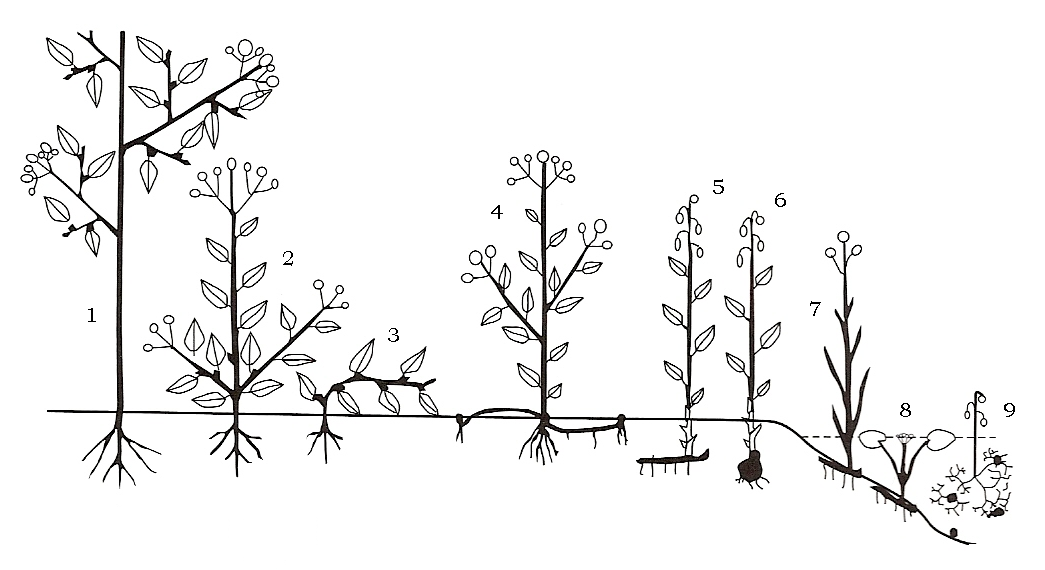
Växternas vanligaste livsformer enligt Raunkiaer.

Livsformer hos växter är ett artificiellt system för att beskriva växternas växtsätt, form och övervintringsmetod. I vardagligt tal delas växter ofta in i träd, buskar och örter. Inom vetenskapen där växter delas efter släktskap talar man istället om hur olika växter anpassat sig efter förhållanden. Ett bredare koncept inkluderar även livsformer hos exempelvis alger. Andra koncept kan grunda sig på andra egenskaper än växtsätt, exempel är C4/C3/CAM, mänsklig användning eller hur växten sprids.

## Raunkiærs system
Raunkiærs livsformer är ett vanligt system för livsformer i nordisk botanik. Det grundar sig på Christen Raunkiærs Planterigets Livsformer (Köpenhamn 1907), och utgår ifrån hur växterna överlever ogynnsamma årstider som kan vara kalla eller torra.
Raunkiærs föreslagna livsformer:
- 1 Fanerofyt (träd, en förvedad flerårig växt med stam)
- 2 Chamaefyt (buske, en förvedad flerårig växt med flera stammar)
- 3 Chamaefyt (ris; en förvedad flerårig växt, ej högre än 30 cm)
- 4 Hemikryptofyt (med utlöpare och knoppar i jordytan)
- 5 Geofyt (med underjordiska stammar)
- 6 Geofyt (med underjordiska knölar eller lökar)
- 7 Helofyt (med stammar under botten)
- 8+9 Hydrofyt (fritt i vattnet)
- Therofyt är inte illustrerat här
- Epifyt (uppe på andra växter) är inte illustrerat här